# Thomas Fairfax, III lord Fairfax de Cameron
Thomas Fairfax, III lord Fairfax de Cameron (Denton, 17 de enero de 1612-12 de noviembre de 1671, Nunappleton) fue general durante la Revolución inglesa, hijo de Ferdinando Fairfax, II lord Fairfax de Cameron, el cual también fue general en jefe, y de lady Mary Sheffield, hija de Edmund Sheffield, III lord Sheffield (luego I earl de Mulgrave). Por sus ojos y cabellos negros y su apuesta complexión fue conocido como Tom el Negro.

## Biografía
Sir Thomas Fairfax, hijo mayor de Ferdinando Fairfax y de Mary Sheffield, nació en Denton, cerca de Otley (Yorkshire), el 17 de enero de 1612. Descendiente de una familia de soldados, un tío suyo luchó en Francia en el sitio de Rouen en ayuda de Enrique IV de Francia. Otro de sus tíos luchó en el sitio de Ostende al lado de Sir Francis Vere contra los españoles. Pasó los primeros años de su infancia con sus padres en Skow Hall.

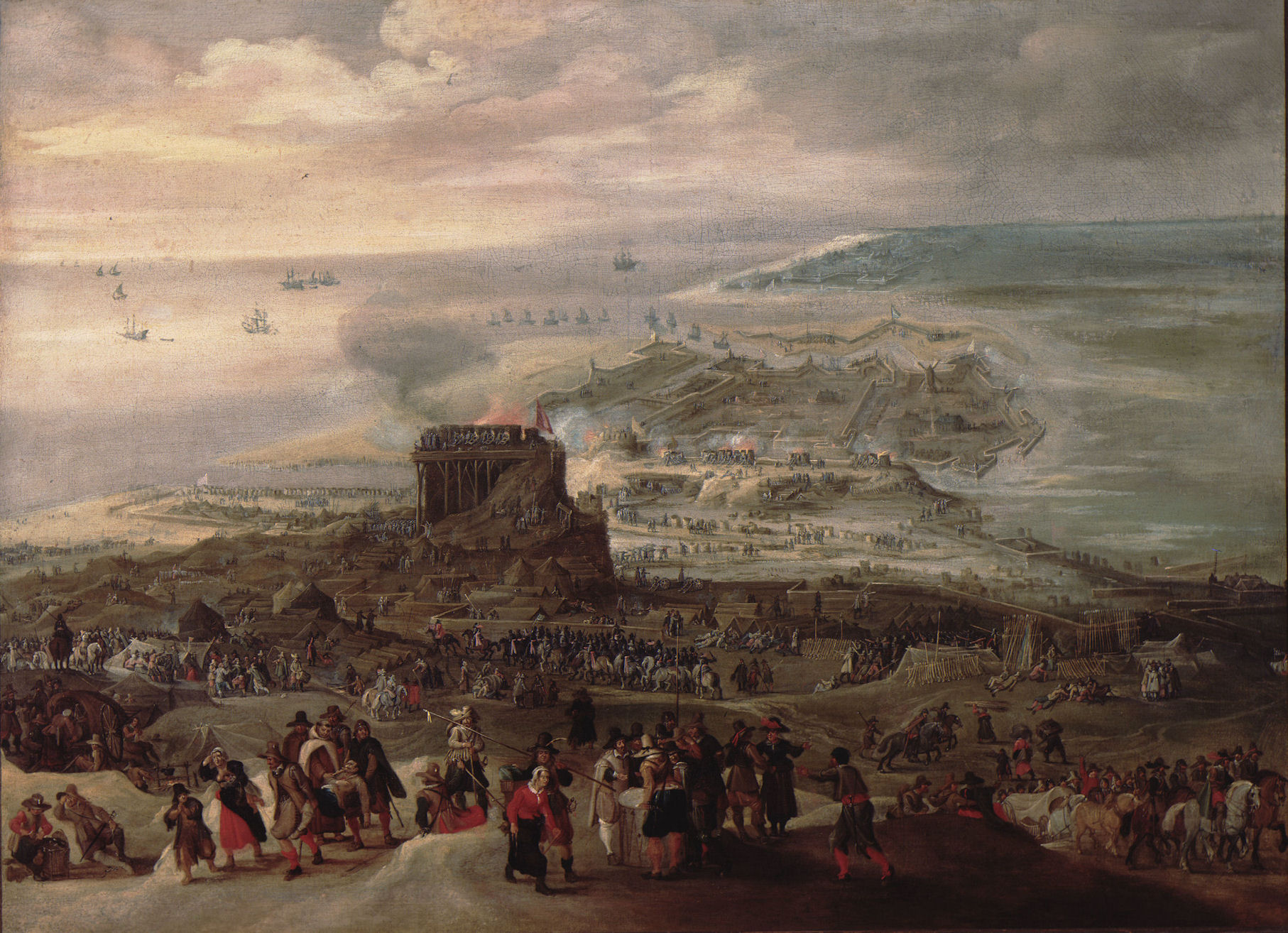
Sitio de Ostende durante la guerra de los Ochenta Años. Obra de Pieter Snayers

A temprana edad marchó como paje al Palatinado junto a su hermano integrando el ejército inglés que luchaba bajo las órdenes de sir Horace Verve en defensa del elector palatino Federico V del Palatinado contra las tropas españolas de Ambrosio Spínola que lo habían invadido en 1620.
A su regreso a Inglaterra se matriculó en el colegio Saint John's College (mayo de 1626)  donde permanece cuatro años.
En febrero de 1630 marchó a los Países Bajos a luchar bajo el mando de Sir Horace Verve (p.15) participa en la defensa de Bolduque donde coincide con Enrique de la Tour de Auvergne-Bouillon.
Durante su servicio la conducta de Thomas Fairfax se gana la aprobación de Horace Verve y finalmente se acuerda su boda con la hija del general.
Después de la caída de Bolduque, Fairfax viaja a Francia durante unos meses para después regresar a Londres.
El 20 de junio de 1637 Thomas Fairfax celebra matrimonio con Ana, hija de Horace Verve en Hackney y poco después el matrimonio se traslada a Nunappleton.
En 1639 da comienzo la Guerra de los Obispos entre Inglaterra y Escocia y Thomas Fairfax toma parte reclutando un regimiento de dragones. En la primera incursión de la guerra no participó en ningún combate pero al año siguiente tomó parte de la batalla de Newburn, donde los ingleses fueron derrotados pese a lo que fue nombrado caballero en enero de 1641.

### La primera guerra civil inglesa

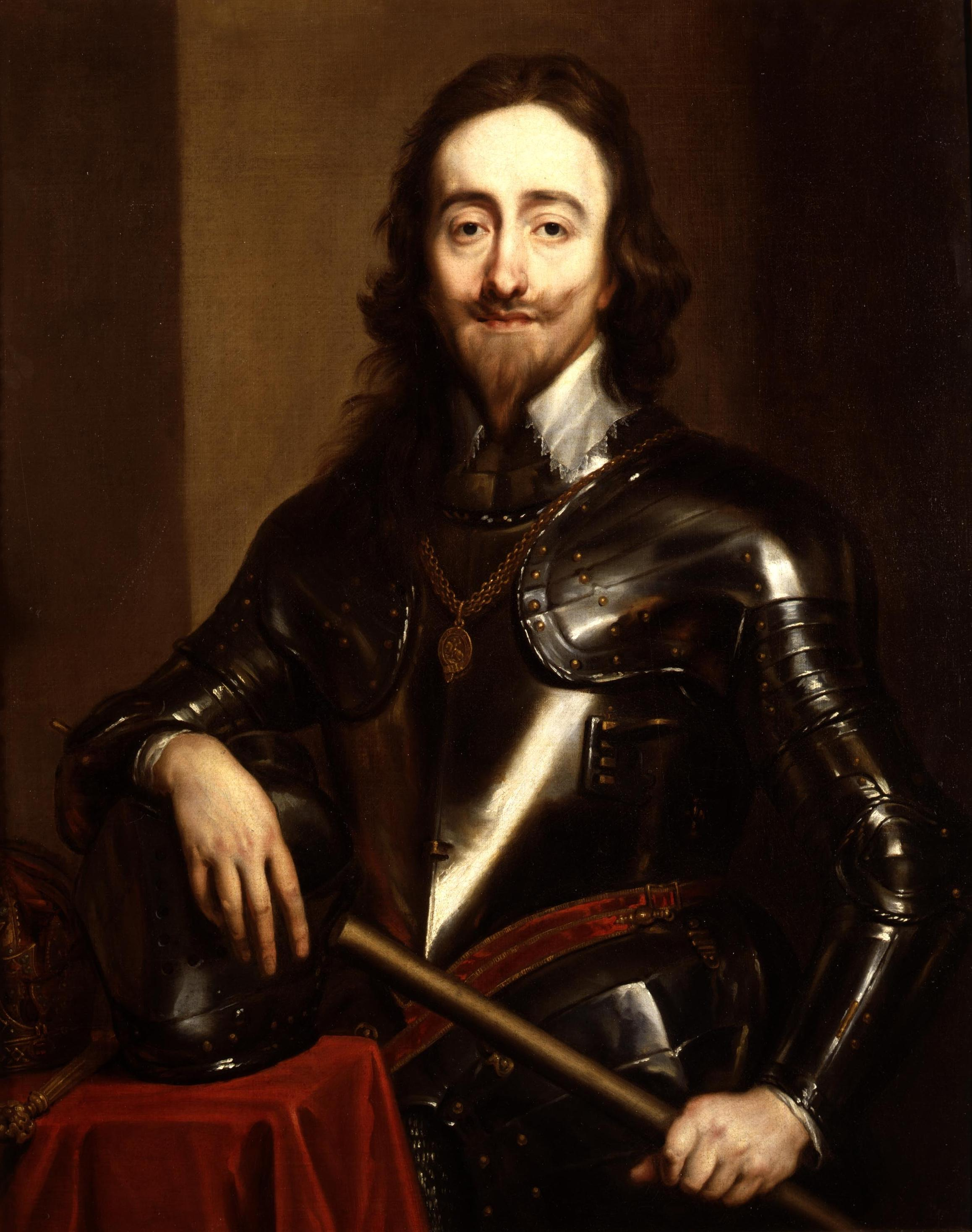
Carlos I de Inglaterra. Obra de Anton van Dyck

El rey Carlos I de Inglaterra se había enfrentado con La Cámara de los Lores y la Cámara de los Comunes desde el principio de su reinado por sus modos absolutistas. En 1641 tras los acuerdos del rey con los convenanter escoceses y la sublevación de Irlanda donde los católicos matan a miles de protestantes en el Úlster, los miembros de la Cámara de los Comunes se inquietan y deciden votar una Gran Amonestación que atacaba a los católicos, obispos y cortesanos y que había sido redactada por John Pym y que es aprobada por 159 votos a 148. El rey, sabedor del estrecho margen por el que ha sido aprobada la Gran Amonestación cree poder someter a la oposición abusando de su autoridad y dirige un mensaje a la Cámara para que se le entregue a Pym, a John Hampden y a otros diputados acusados de alta traición. A la noticia del abuso de autoridad, Londres se subleva y Pym organiza un comité insurreccional ante la complicidad del Parlamento y del pueblo de Londres por lo que Carlos I abandona la ciudad el 10 de enero de 1642.
Thomas Fairfax no tomó parte en los asuntos públicos hasta que Carlos estableció su cuartel general en York. Uno de los objetivos por los que Carlos marchó a Yorkshire era que tenía almacenadas armas y municiones que fueron allí enviadas para la guerra contra los escoceses en Kingston upon Hull y deseaba apropiarse de esas armas. El 27 de mayo el rey emitió una proclamación que requería que todos los terratenientes y los agricultores de Yorkshire se uniesen a él cerca de York el 3 de junio. Una multitud se unió a Carlos que fue recibido entre vítores. Una parte de la población, que deseaba la reconciliación del soberano con el Parlamento presentó una petición que fue confiada a Thomas Fairfax y a su primo William Fairfax de Steeton pero se les impidió acercarse al rey groseramente. Sin embargo, Thomas Fairfax consiguió abrirse paso y colocó la petición en el pomo de la silla de montar de Carlos quien presionó a su caballo para que avanzase.
El rey finalmente abandono Yorkshire y marchó a Nottingham para llevar la guerra a los condados de las Tierras Medias.
Cuando la guerra civil estalló en 1642, su padre, Ferdinando Fairfax, fue nombrado general de las fuerzas parlamentarias en el norte, y Sir Thomas fue nombrado teniente general de caballería debajo de él.
La gente de Leeds, Bradford y las ciudades estaban a favor del Parlamento mientras que en la zona oriental de Yorkshire, donde la mayor parte de la población era agrícola, los labradores y jornaleros siguieron a sus señores.

#### La campaña de Yorkshire

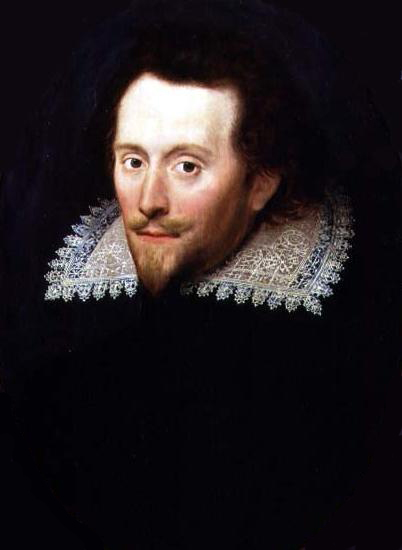
William Cavendish. Obra de William Larkin

El 7 de diciembre de 1642, William Cavendish, conde de Newcastle, quien estaba al mando de las tropas realistas marchó hacía York. Las fuerzas del Parlamento, bajo el mando de Lord Fairfax, decidieron tomar una posición defensiva, pues no se creían preparados para sufrir un asedio, pero apenas tuvieron tiempo de llegar a la posición cuando los soldados realistas llegaron sobre ellos derrotándolos en la batalla de Tadcaster y obligándolos a retirarse hacía Selby dejando todo el sur de Yorkshire indefenso. La mayoría de las ciudades cayeron sin resistencia excepto Bradford que sufrió un duro asedio. Thomas Fairfax intentó aliviar el asedio con dos compañías de infantería y dos regimientos de caballería pero no eran rival para las tropas realistas así que tuvo que regresar a Selby sin conseguir ningún resultado.
Imposibilitado de realizar una acción mayor en diciembre de 1642, Thomas Fairfax, se dedicó a atacar las vías de suministros realistas.
Tras recibir refuerzos de su primo William Fairfax de Steeton, Thomas tomó Leeds, donde hizo 460 prisioneros además de provisiones y municiones.
A principios de 1643 Ferdinando Fairfax y Thomas Fairfax fueron incluidos en una lista de traidores al rey.

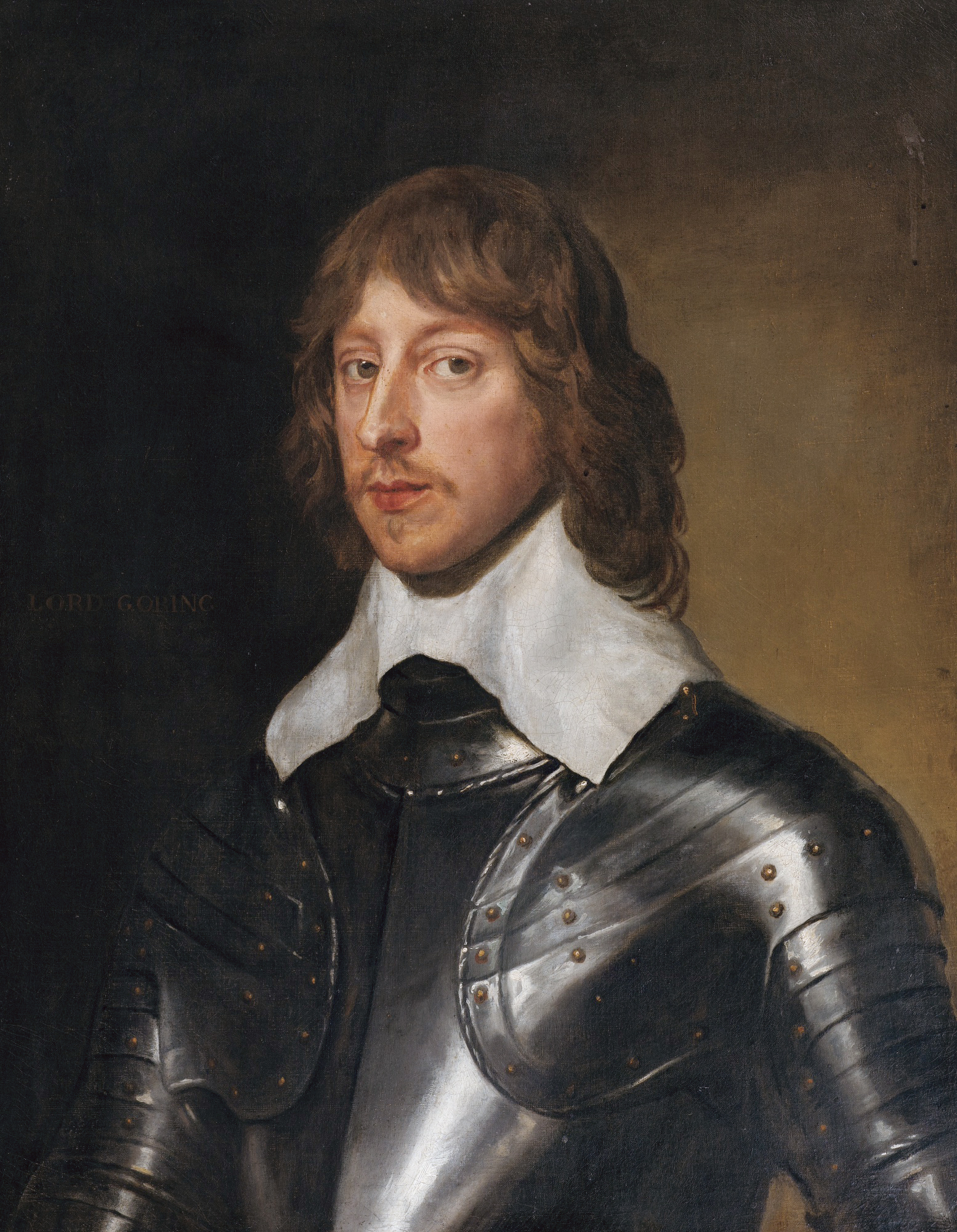
George Gorin. Obra de Anton van Dyck

Al comenzar la campaña de 1643, Thomas Fairfax, fue mandado a distraer la atención del Conde de Newcastle con una pequeña fuerza de caballería mientras el ejército principal marchaba al sur de Leeds. Thomas atacó a una fuerza realista que se encontraba en Tadcaster, luego marchó hacía Newton Kyme con el objetivo de hacer creer a los realistas que él dirigía el cuerpo principal del ejército.
El Conde de Newcastle envió contra ellos a George Goring con una fuerza de caballería superior a la que poseía Thomas Fairfax. Las tropas realistas le alcanzaron en Seacroft Moor. En la batalla de Seacroft Moor (20 de marzo de 1643) las fuerzas del Parlamento sufrieron una gran derrota, teniendo Thomas Fairfax que huir para salvar la vida.
Tras esta derrota, Thomas Fairfax, atacó Wakefield donde hizo 1400 prisioneros.
Las tropas realistas reaccionaron poniendo bajo asedio Howley Hall, a mitad de camino entre Leeds y Wakefield. Tomando la ciudad en pocos días. Después avanzaron hacía Bradford.

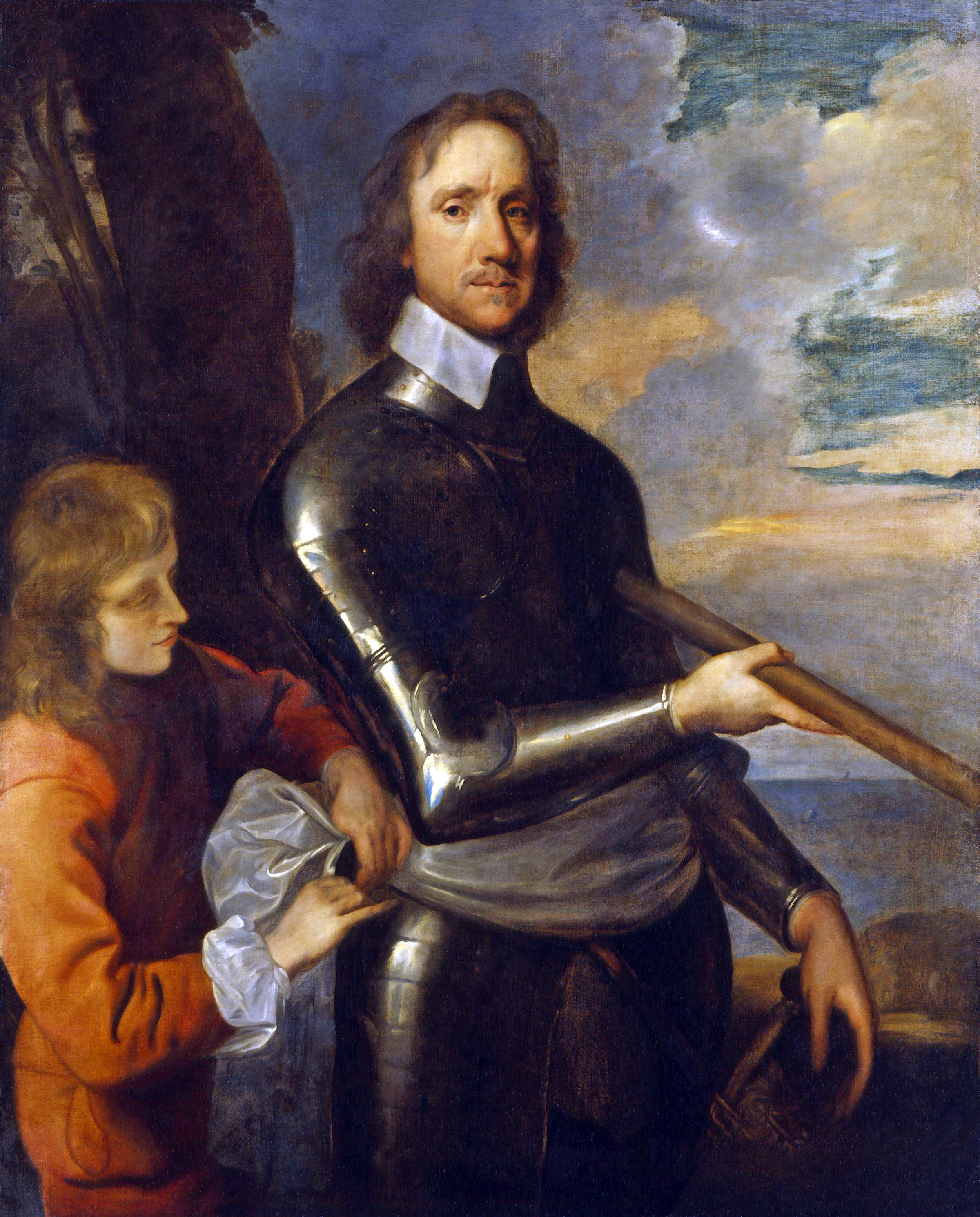
Oliver Cromwell. Obra de Robert Walker

Thomas Fairfax avanzó contra las tropas realistas, a pesar de que tenía una gran inferioridad numérica, y en la batalla de Adwalton Moor (30 de junio de 1643) fue completamente derrotado. El ejército del Parlamento tuvo más de 700 bajas y la mayoría de la infantería fue hecha prisionera.
Thomas Fairfax se introdujo en Bradford y tomó el mando de las tropas sitiadas, sin embargo, la situación se tornó desesperada y Fairfax decidió abrirse camino con sus tropas.
En la primera semana de julio de 1643, Ferdinando Fairfax se retiró de Leeds a Hull, cruzando el río Ouse en Selby. En Hull empezó a reorganizarse el ejército del Parlamento, y pronto se reunió un ejército de 1.500 infantes y 700 jinetes.
Thomas Fairfax fue acantonado en Beverley con parte de la caballería y 600 infantes.
El ejército realista, después de ocupar la mayor parte de Yorkshire, marchó contra Hull. Thomas Fairfax pudo retener un tiempo a los realistas en Beverley pero al final tuvo que retirarse a Hull. El Conde de Newcastle acampó en los pueblos de Hessle, Anlaby y Cottingham y puso bajo asedio la ciudad sin embargo tuvo que levantar el asedio poco después.

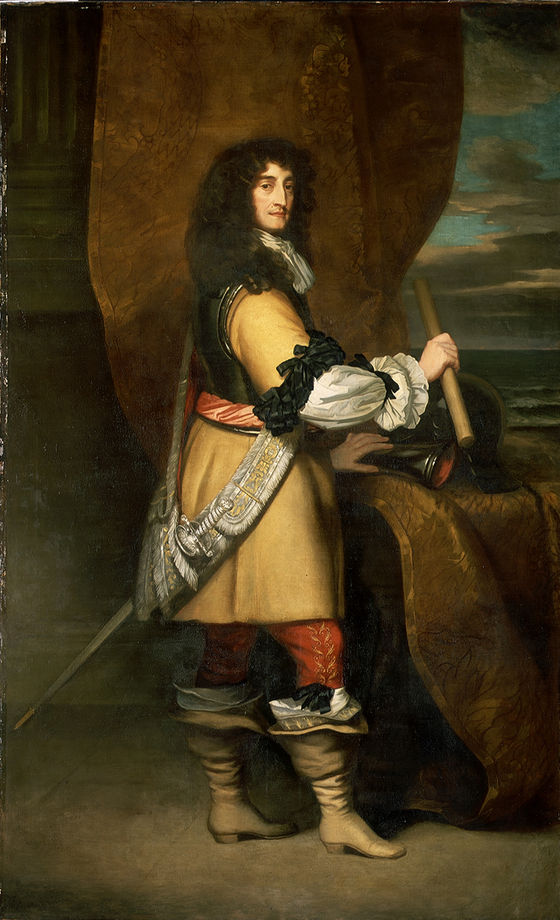
Ruperto del Rin. Obra de Peter Lely

En la campaña de 1644 los Parlamentarios habían conseguido la ayuda de Escocia que envío a sus tropas al sur bajo el mando de Alexander Leslie, conde de Leven quien llegó a Newcastle el 3 de febrero. Este nuevo factor hizo que los realistas tuvieran que dividir sus fuerzas entre Newcastle y York pero los escoceses toman Sunderland el 4 de marzo.
La dispersión de las fuerzas realistas dio la oportunidad a Thomas Fairfax de atacar a las fuerzas de John Byron en la batalla de Nantwich (25 de enero de 1644) donde consiguió una victoria completa tomando prisioneros a 1.500 soldados irlandeses, con sus oficiales que habían sido reclutados para asistir a Carlos I.
Las tropas realistas de John Belasyse ocuparon Selby por lo que Thomas Fairfax se unió con su padre en Ferrybridge en abril de 1644 y avanzaron contra las fuerzas realistas. La batalla de Selby (11 de abril de 1644) supuso una total victoria para las fuerzas del Parlamento. John Belasyse fue hecho prisionero, además de un gran número de oficiales, 1600 soldados, cuatro cañones, 500 caballos, siete barriles de pólvora y numerosos estandartes.
Esta victoria dejó el camino abierto hacía York e hizo que el conde de Newcastle abandonase el norte para guardar York. A la llegada del ejército del Parlamento a York pudo unirse con los escoceses sumando la unión de tropas 16.000 infantes y 4.000 jinetes. Al mismo tiempo se pidió a Edward Montagu, conde de Mánchester, que se uniese al asedio.

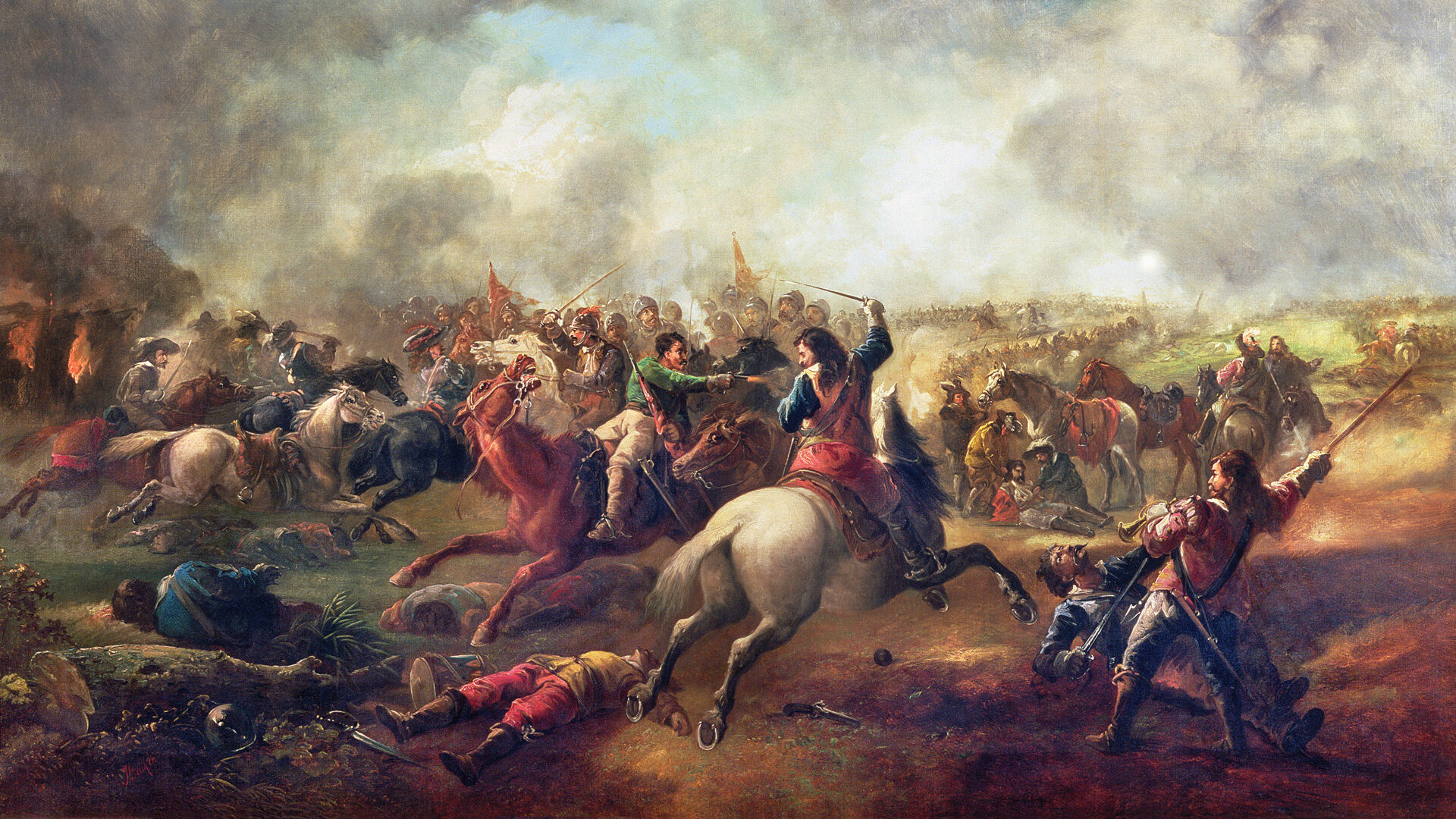
Batalla de Marston Moor. Obra de John Barker

Las operaciones de asedio contra York comenzaron el 8 de junio de 1644. El 30 de junio llegaron las noticias de que el príncipe Ruperto del Rin llegaba con una fuerza de 20.000 soldados para levantar el asedio. Se celebró un consejo de guerra en la que los comandantes ingleses querían dar batalla al ejército realista pero el Conde de Leven prefería buscar una posición más ventajosa. Al final la opinión del escocés prevaleció y la infantería y artillería marchó a Tadcaster mientras Thomas Fairfax, Leslie David y Oliver Cromwell se mantenían entre Tockwith y Marston.
Al día siguiente se enfrentan en la batalla de Marston Moor (2 de julio de 1644) donde Thomas Fairfax dirige el ala derecha. La victoria favoreció a los parlamentarios y el día 15 de julio York se rinde.
En septiembre marcha a Helmsley Castle, donde recibió una herida grave en el hombro y tuvo que ser trasladado a York para ser curado.

#### Comandante en jefe
Uno de los mayores peligros a los que se enfrentaba el Parlamento eran las rivalidades y las intrigas por eso el 9 de diciembre de 1644, la Cámara de los Comunes tuvo en cuenta las quejas de Cromwell y se decidió que ninguno de los miembros de las dos Cámaras pudiera disfrutar de cualquier empleo o mandato militar durante la guerra.
Al mismo tiempo se estudió las medidas necesarias para crear el New Model Army, una fuerza militar profesional que consistía en 22.000 soldados divididos en 6.600 jinetes, 1.000 dragones y 14.400 soldados de infantería. La pregunta más trascendental era quien iba a ser designado comandante en jefe ya que los parlamentarios estaban excluidos. El 21 de enero de 1645 Thomas Fairfax fue elegido como Comandante en jefe del ejército del ejército del Parlamento.

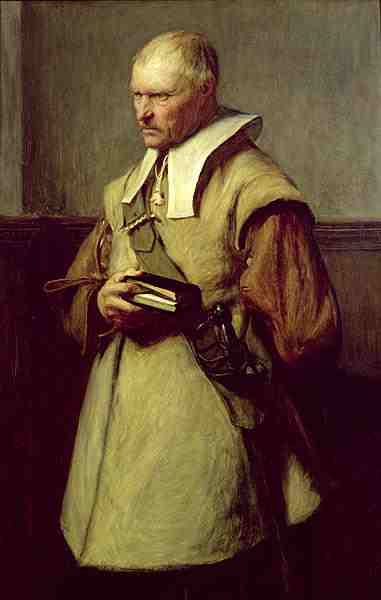
Soldado del New Model Army. Obra de John Pettie

El papel de Fairfax en la guerra civil fue importante tanto organizativamente como en el campo de batalla. Él luchó para la formación de un ejército profesional, independiente del Parlamento y una vez conseguido su objetivo lo entrenó y organizó dotándolo de disciplina gracias a estrictas normas.
Carlos I de Inglaterra estaba reuniendo un ejército en Oxford por lo que Cromwell y Fairfax dieron la orden de interrumpir las comunicaciones del rey con el oeste de Inglaterra. El rey marchó al norte mientras parte de su ejército marchaba hacia el oeste. Thomas Fairfax avanzó contra Oxford y la puso bajo asedio. Carlos I avanzó desde el norte hacía Harborough y Thomas Fairfax avanzó contra el ejército realista.
Los ejércitos se enfrentaron en la batalla de Naseby (14 de junio de 1645). La victoria fue para el ejército parlamentario y se hicieron 5.000 prisioneros, toda la artillería y equipaje y la correspondencia real que demostraba que había estado buscando ayuda extranjera y que fue enviada a Londres.

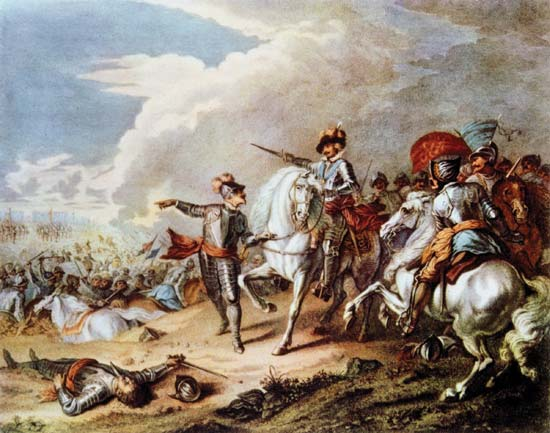
Batalla de Naseby

Tras la batalla, Thomas Fairfax, avanzó contra Leicester que se rindió. Después se dirigió contra Bridgwater donde tuvo que luchar contra las fuerzas realistas y tras vencerlas puso bajo sitio la ciudad. El día 22 de julio, la ciudad, fue tomada al asalto pero una guarnición resistió en el castillo hasta el día siguiente en que capituló.
Poco después tomó Bath y Sherbone, que cayó el 14 de agosto. Bristol cayó el 11 de septiembre y Tiverton el 14 de octubre. Marchó después hacía Exeter, donde recibió un diamante de parte del gobierno como agradecimiento a su actuación en Naseby, y mientras estaba esta ciudad bajo asedio le llegaron noticias de la llegada de tropas realistas, que estaban asediando Plymouth para aliviar el cerco, por lo que decide conducir una incursión contra las tropas de Plymouth que debieron abandonar el asedio y facilitaron la continuación del asedio de Exeter. Con estas acciones, y la toma de Bodmin, Camelford y Stratton, Cornualles y el oeste de Inglaterra quedó libre de tropas realistas.

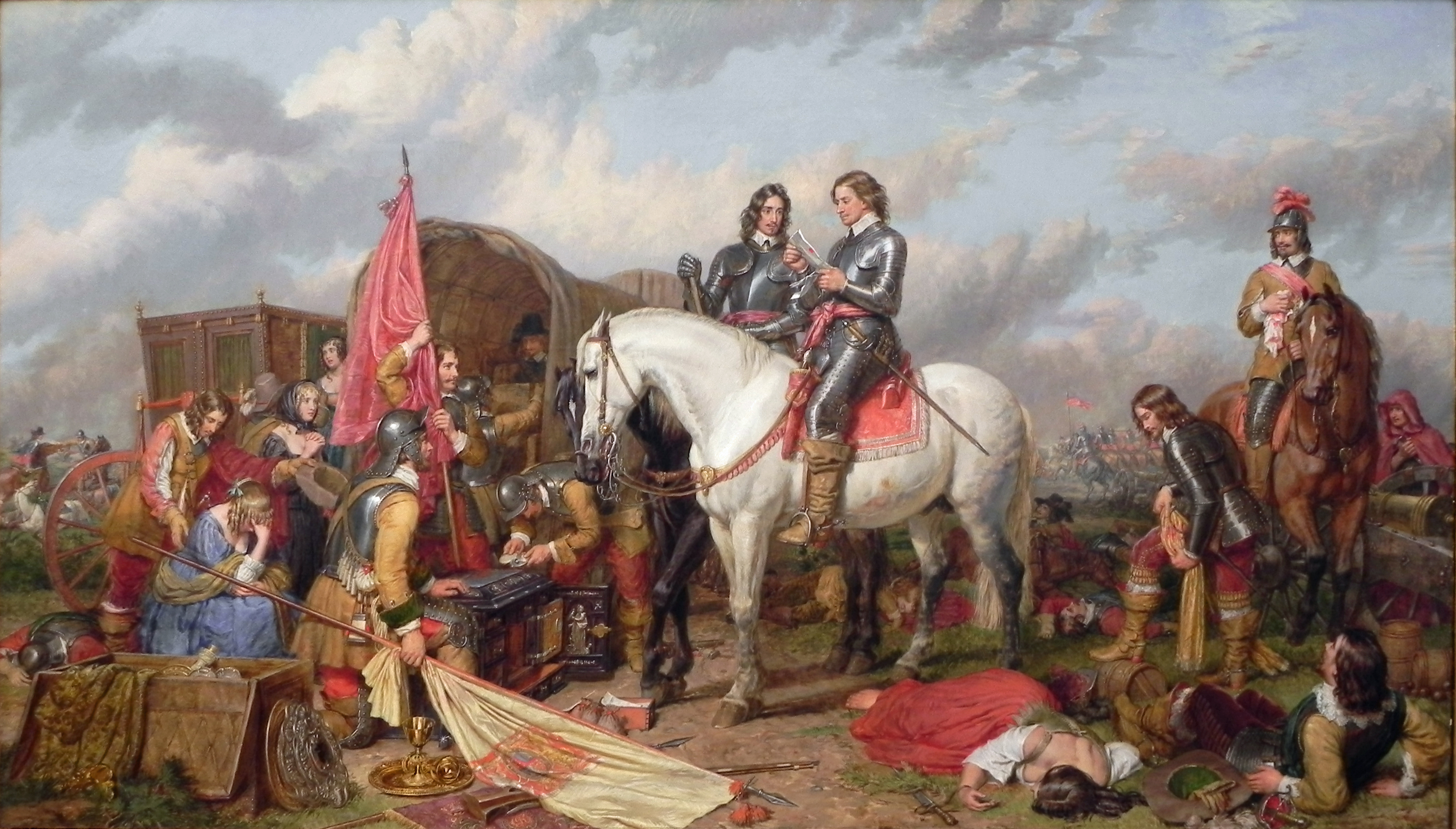
Thomas Fairfax y Oliver Cromwell tras la Batalla de Naseby. Obra de Charles Landseer

Carlos I de Inglaterra se encontraba en Oxford y hacía allí dirigió Thomas Fairfax las tropas parlamentarias. Carlos I abandonó la ciudad antes de la llegada de Fairfax quien puso bajo asedio la ciudad que se rindió el 24 de junio de 1646.
Tras la toma de Oxford, Carlos I de Inglaterra, se quedó sin ejército con el que plantar cara a los parlamentarios y fue entregado por los escoceses a los comisionados parlamentarios. Thomas Fairfax se reunió con el rey cerca de Nottingham y lo condujo hasta Londres.

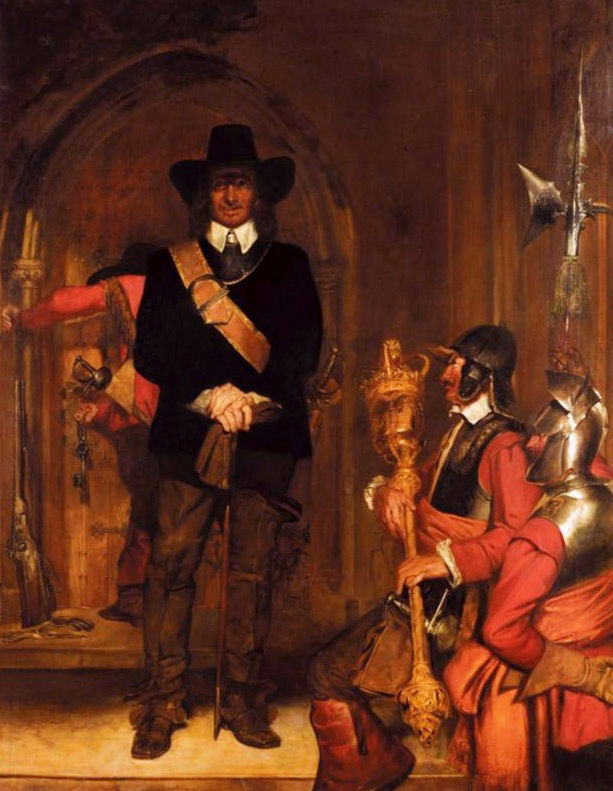
Carlos I de Inglaterra durante su cautiverio.

#### Segunda guerra civil inglesa
Con el colapso de la causa realista se produjo un confuso período de negociaciones entre el Parlamento y el rey, entre el rey y los escoceses, y entre los presbiterianos y los independientes dentro y fuera del Parlamento. En estas negociaciones, el New Model Army pronto comenzó a tomar una parte más activa. Thomas Fairfax se colocó en una posición desagradable de intermediario entre sus propios oficiales y el Parlamento. Para defender a sus soldados de los agravios habituales en los ejércitos de la época,  los atrasos de la paga y la indemnización por los actos cometidos en el servicio.
Carlos I de Inglaterra estaba impaciente por explotar estas divisiones e intentó escaparse aunque fue pronto confinado al castillo de Carisbrooke.
El 13 de marzo de 1648, Ferdinando Fairfax murió en York, por lo que Thomas Fairfax obtiene el título de Lord Fairfax de Cameron, los bienes de su padre y fue designado por el Parlamento como Guardián del Castillo de Pontefract y custodio de Yorkshire.
El 1 de abril se le ordenó conducir al ejército al norte para combatir una insurrección realista y dejó fuertes guarniciones en Berwick y Carliste para evitar una posible invasión escocesa.
Al encontrarse Thomas Fairfax en el norte surgió una nueva revuelta realista en Kent. Esta rebelión estaba encabezada por George Goring, conde de Norwich y Sir William Waller quienes marcharon hacía Blackheath. Fairfax no tardó en regresar al sur y los hizo huir a Maidstone donde fueron atacados y se cogieron muchos prisioneros. George Goring cruzó el Támesis y llegó a Essex donde se le unieron más realistas.
Thomas Fairfax cruzó el Támesis en junio de 1648 pero tuvo que regresar a Londres ante una revuelta que tuvo lugar en la capital. También en Gales hubo disturbios.

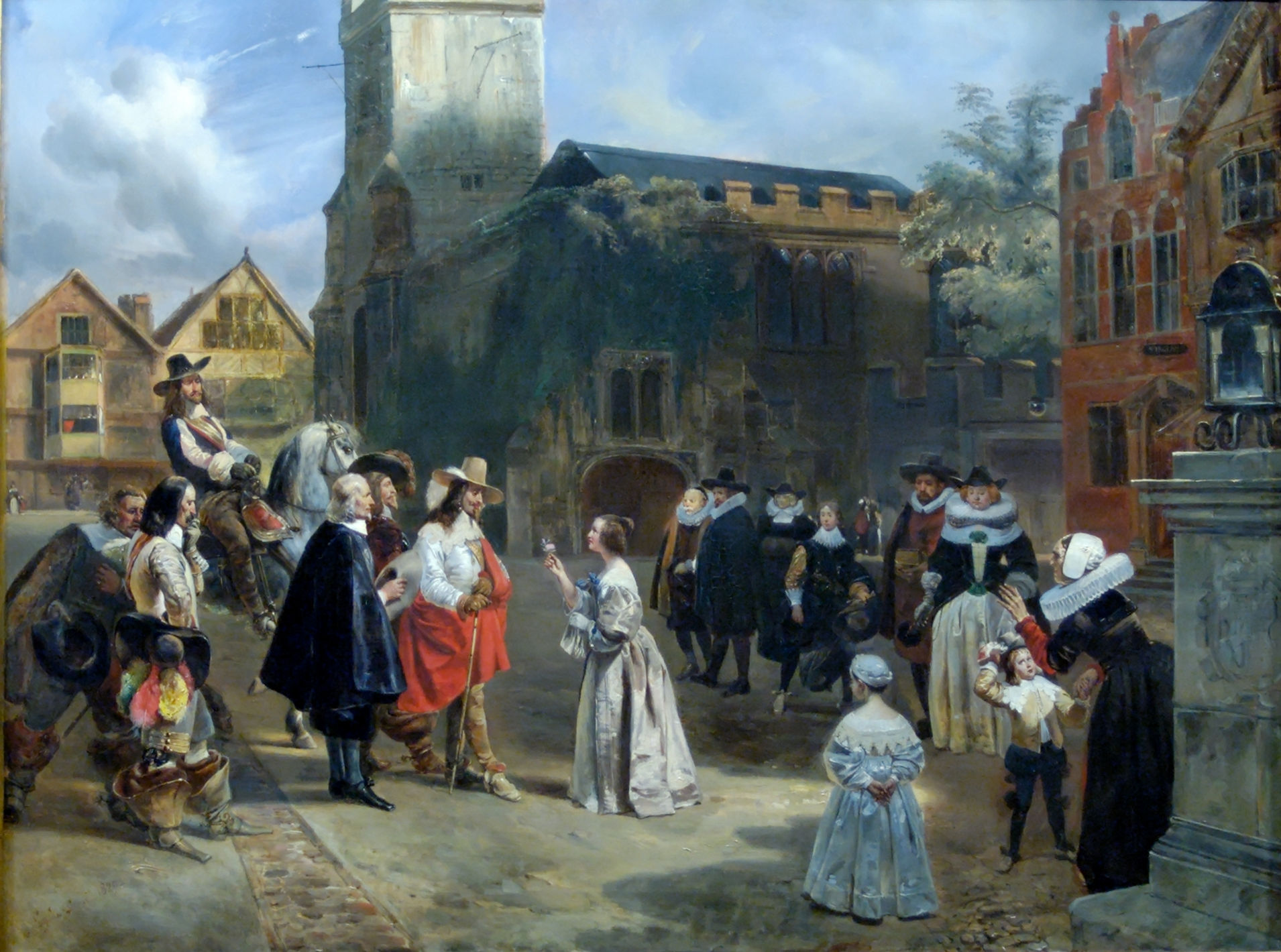
Carlos I de Inglaterra siendo llevado prisionero al Castillo de Carisbrooke. Obra de Eugene Lami

Oliver Cromwell tuvo que abandonar también el norte por lo que Marmaduke Langdale realizó una incursión desde Escocia y tomó Berwick y Carliste.
Las tropas parlamentarias tuvieron que esforzarse y mientras Cromwell pacificaba el sur de Gales, Fairfax asediaba Colchester. Mientras una nueva revuelta tenía lugar en Kingston-upon-Thames, por el conde de Peterborough y el conde de Northampton. Fairfax, enterado de esta revuelta dejó aparte de sus tropas en Colchester y marchó contra Kingston-upon-Thames donde la revuelta perdió fuerza. Al tiempo que Cromwell derrotaba a los escoceses en el norte en la batalla de Preston.
El asedio de Colchester terminó poco después y los líderes realistas Sir Charles Lucas y Sir George Lisle fueron ejecutados por alta traición.

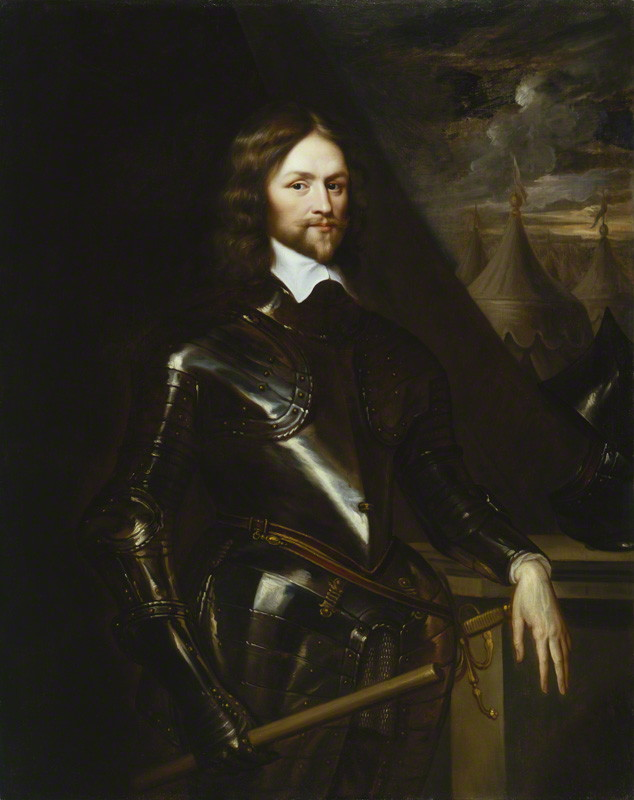
Henry Ireton. Obra de Robert Walker

### Ejecución de Carlos I de Inglaterra
A mediados de octubre de 1648 se generalizó la idea de que Carlos I de Inglaterra debía responder por sus delitos. Algunos regimientos, como el de Henry Ireton pedían que el rey fuera tratado igual que cualquier pobre plebeyo. La mayoría de la gente estaba convencida de la conducta traicionera de Carlos I de Inglaterra y de la poca confianza que se podía tener en su palabra.
Thomas Fairfax pensaba que el rey debía ser juzgado y depuesto para dar paso a su sucesor.
La Cámara de los Comunes decidió el 4 de enero de 1649 la formación de un Tribunal Superior de Justicia para juzgar al rey. Los comisionados de este Tribunal debían ser 135 en total y entre ellos se encontraba Thomas Fairfax, Oliver Cromwell y Henry Ireton.
Lord Fairfax, al parecer, se había convencido de que no había esperanza de una paz permanente en el marco del actual rey, y por lo tanto estaba dispuesto a aprobar el juicio y la deposición pero cuando entendió que lo que se pretendía era la condena a muerte de Carlos I él se retiró de la comisión y se esforzó por salvar la vida del monarca. Algunos de sus oficiales siguieron su ejemplo y se retiraron.

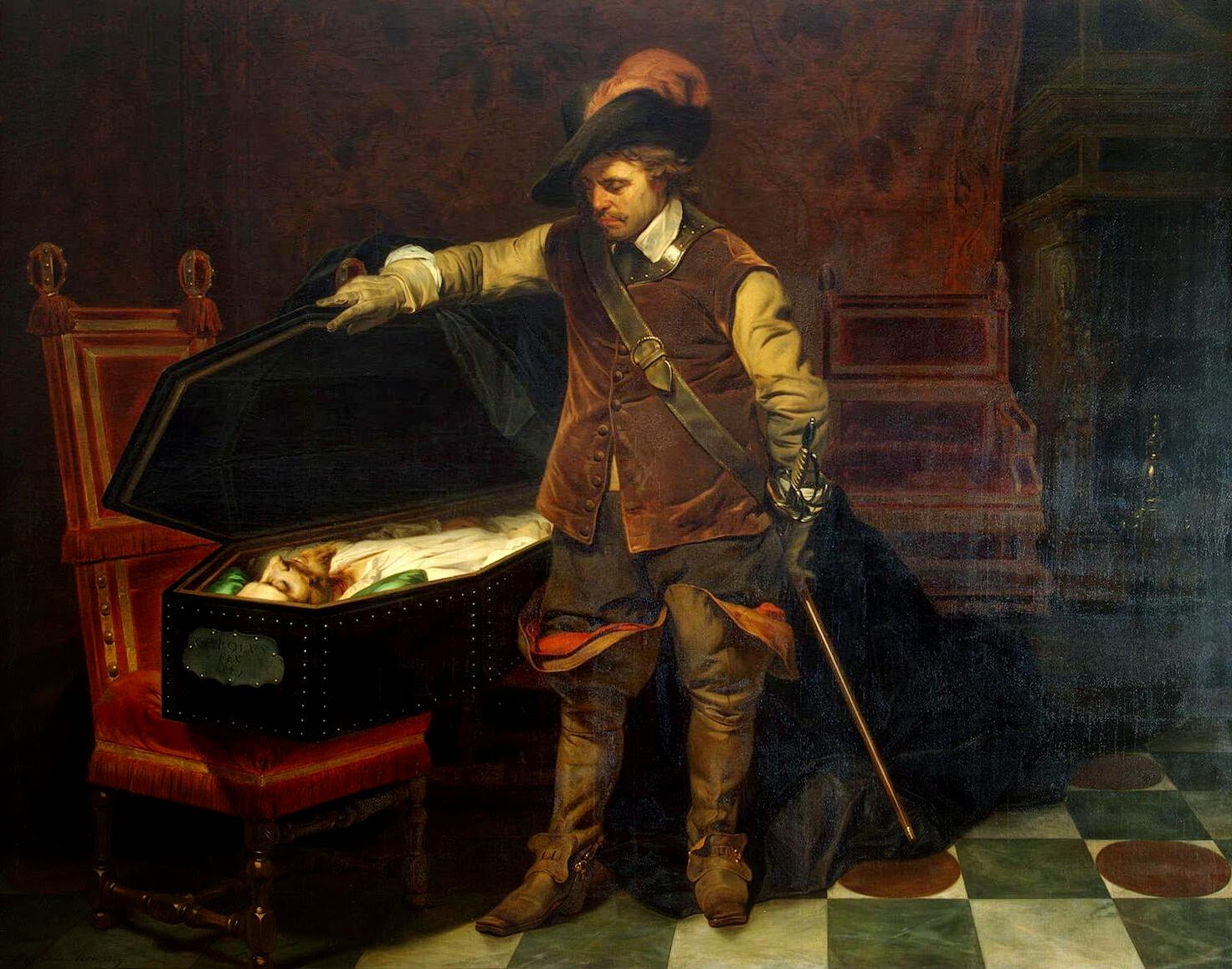
Oliver Cromwell contempla el cadáver de Carlos I de Inglaterra. Obra de Paul Delaroche

Incapaz de salvar la vida del rey, Thomas Fairfax no se presentó el día del juicio y cuando su nombre fue pronunciado una mujer respondió por él diciendo que no volvería a sentarse con ellos y que habían hecho mal en nombrarlo comisario. Esta mujer era su esposa. Carlos I de Inglaterra fue declarado culpable de alta traición y otros altos crímenes siendo ejecutado el 30 de enero de 1649.

### La Commonwealth de Inglaterra
El 13 de febrero de 1649 se estableció la Commonwealth de Inglaterra.
Thomas Fairfax había luchado en defensa de la Monarquía parlamentaria por lo que se oponía a la Commonwealth, a pesar de ello aceptó un puesto en el Consejo de Estado pero se opuso a aprobar los actos que condujeron a la República. A pesar de estas objeciones fue nombrado Consejero de Estado y Comandante en jefe de todas las fuerzas de la Commonwealth.

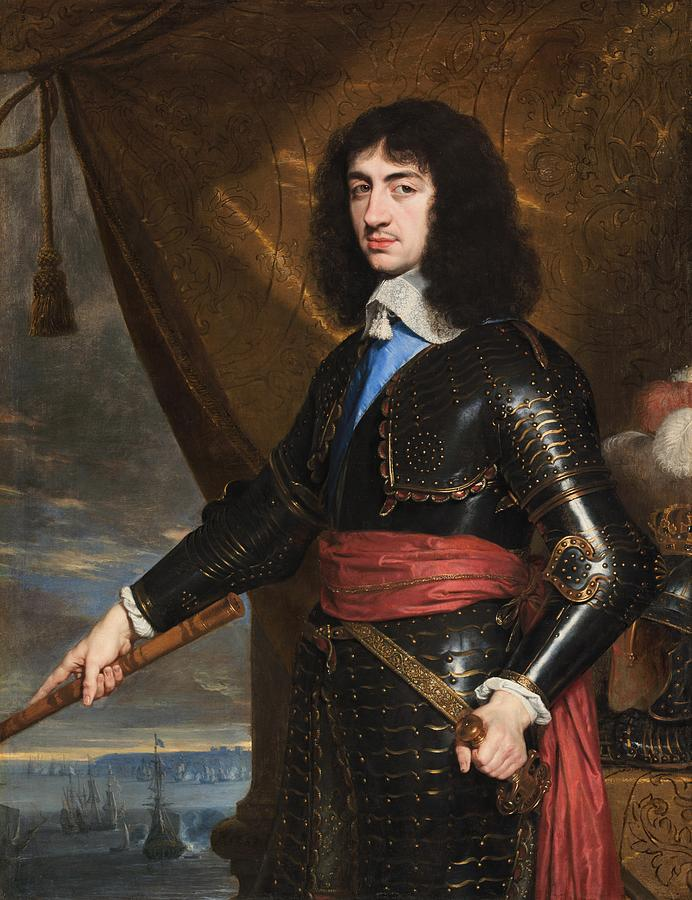
Carlos II de Inglaterra. Obra de Philippe de Champaigne

En 1649 Irlanda se sublevó contra Inglaterra y Oliver Cromwell fue enviado a someterla. Esta situación fue aprovechada por un sector del ejército para sublevarse en petición de nuevas exigencias. Thomas Fairfax reaccionó rápidamente reuniendo sus tropas más fiables y marchó contra los amotinados que se rindieron sorprendidos por la rápida respuesta.
Carlos II de Inglaterra desembarcó en Escocia desde donde planeaba una invasión de las tierras inglesas. El 31 de mayo de 1650 Cromwell regresaba de Irlanda y el 24 de junio el Consejo de Estado debatió la cuestión de lanzar un ataque preventivo contra Escocia.
Thomas Fairfax puso reparos en invadir Escocia y dijo que si los escoceses invadían Inglaterra él estaba dispuesto a entregar su vida pero estaba en contra de la invasión de sus hermanos Escocia porque aún existía una Liga entre Inglaterra y Escocia y él no la rompería.
El 25 de junio de 1650, Thomas Fairfax dimitió de su cargo y al día siguiente Oliver Cromwell fue nombrado Comandante en jefe de todas las fuerzas de la Commonwealth.

### Retiro
El 15 de octubre de 1651 fue nombrado por el Parlamento como Señor de la Isla de Man en agradecimiento a sus servicios
Thomas Fairfax se retiró a Nunappleton con su esposa e hija. Creó una gran colección de grabados, medallas y monedas pero era la literatura su ocupación favorita. Tradujo cinco libros sobre Vegecio, escribió un libro sobre la Iglesia de la Reforma, compuso un tratado sobre la cría de caballos y escribió una versión métrica de los Salmos, el Cantar de los Cantares y las canciones de Moisés, Débora, Ana, Ezequías, Simeón, Zacarías y el lamento de David por Jonatán. También compuso varios poemas. Además de escribir se dedicó a la colección de ediciones raras y preciosas manuscritos del “Confessio Amantis” de John Gower, la Biblia de John Wyclif y obras de Geoffrey Chaucer.  También escribió unas memorias sobre sus campañas en el norte (1642-1644) y otras sobre el periodo que estuvo al mando del ejército.

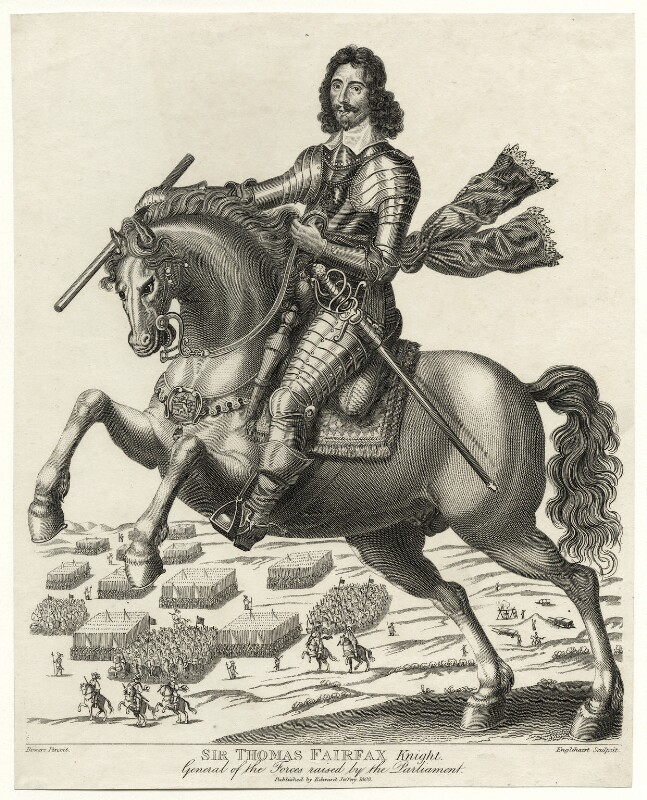
Thomas Fairfax

Durante este tiempo se abstuvo de cualquier interferencia en los asuntos públicos, ya que desaprobaba el establecimiento del Protectorado de Cromwell y deseaba la restauración de la monarquía. Fue elegido para Yorkshire en el Parlamento de Cromwell de 1654, pero nunca parece haber ocupado su asiento. Sus opiniones eran bien conocidas, y existían informes sobre la correspondencia secreta entre Lord Fairfax y el Estuardo exiliados pero Cromwell sabía bien que Thomas Fairfax era absolutamente incapaz de intriga, y que si alguna vez se opusiera al nuevo gobierno todos sus actos serían públicos.
En 1657 George Villiers, II duque de Buckingham llegó a Inglaterra, y apareció como un pretendiente de la mano de Mary Fairfax el consentimiento de los padres se obtuvo. La boda se celebró el 15 de septiembre de 1657 en la Iglesia de Bolton.

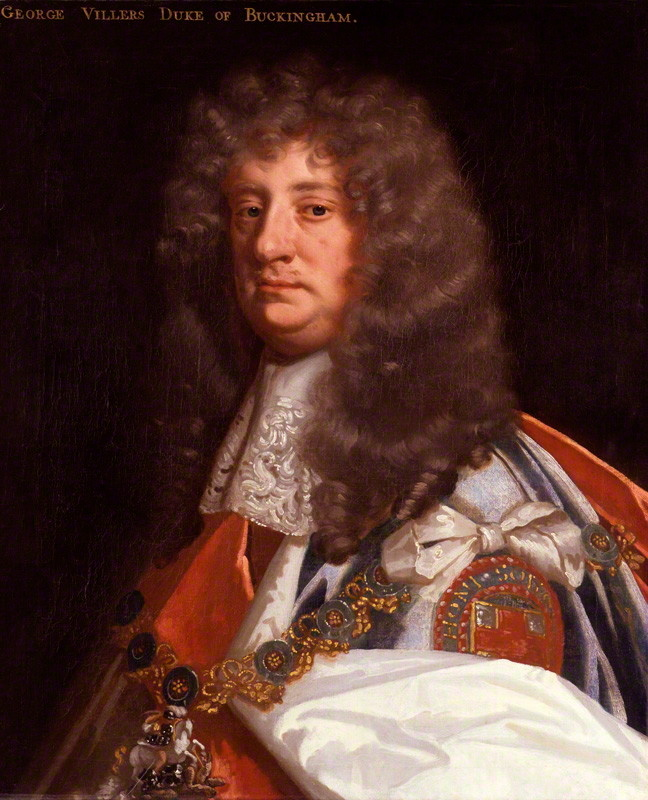
George Villiers, II duque de Buckingham. Obra de Peter Lely

Cromwell vio este matrimonio con suspicacia por las conexiones de Buckingham con el príncipe exiliado y ordenó el arresto del joven George en 1658. Fairfax intercedió por él y se enemistó finalmente con el Lord Protector de Inglaterra. Sin embargo, Cromwell murió diez días después.

### La Restauración inglesa

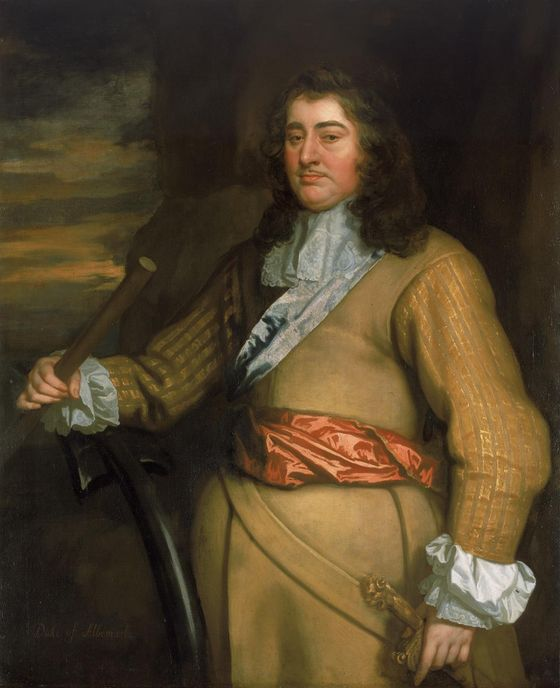
George Monck. Obra de Peter Lely

Tras la muerte de Oliver Cromwell, el 3 de septiembre de 1658, Inglaterra cayó en un estado de anarquía.
El 22 de abril de 1659, Richard Cromwell disolvió el Parlamento y tuvo que dimitir. Se creó un Consejo de Estado encabezado por Thomas Fairfax. George Monck, quien comandaba el ejército de Escocia se adhirió al Consejo.
Surgieron insurrecciones realistas en Cheshire y Lancashire y el general John Lambert marchó desde Londres para suprimirla.
En octubre se hizo evidente que los dirigentes del ejército querían disolver el Parlamento y usurpar el poder. Las posturas se radicalizaron y Monck y Lambert se dispusieron a enfrentarse. Thomas Fairfax entabló negociaciones con Monck y tras llegar a un acuerdo marchó para apoyarlo militarmente.
Las tropas de Lambert comenzaron a desertar y se evitó la batalla. Poco después convenció a Monck de que la única forma de acabar con la anarquía era con la Restauración. La política de Thomas Fairfax fue adoptada y se presentó una solicitud a Carlos II para regresar a Inglaterra. Thomas Fairfax fue puesto a la cabeza de la comisión que debía llevarle a Carlos II la petición. Partieron hacía La Haya el 18 de mayo y regresaron el 26 de mayo.
Tras la restauración no formó parte del consejo creado por el rey y volvió a abandonar la vida pública regresando a Nunappleton.
Falleció el 12 de noviembre de 1671.